# امیرآباد (نی‌ریز)
امیرآباد روستایی در دهستان ریزآب بخش قطرویه شهرستان نی‌ریز استان فارس ایران است.

## جمعیت
بر پایه سرشماری عمومی نفوس و مسکن در سال ۱۳۹۵ این روستا بدون جمعیت بوده‌است.